# アイドルマスター マストソングス
『アイドルマスター マストソングス Presented by 太鼓の達人』（THE IDOLM@STER MUST SONGS Presented by たいこのたつじん）は、バンダイナムコエンターテインメントより2015年12月10日に発売されたPlayStation Vita用音楽ゲーム。

## 概要
アイドルマスターシリーズの作品だが、タイトルロゴにPresented by 太鼓の達人と入っており、ゲームシステムは『太鼓の達人』をベースにしている。収録楽曲の異なる「赤盤」と「青盤」が同時発売。赤盤はアイドルマスターシリーズ初期の楽曲が、青盤は2009年以降の楽曲がそれぞれ40曲ずつ収録される。
キャラクターは3頭身にデフォルメされて登場する。また、太鼓の達人のキャラクターであるどんちゃんとかっちゃんも765プロのキャラクターの衣装に着せ替えることができ、その際のボイスはそのキャラクターと同じになる。
2015年7月18日-19日に開催されたアイドルマスター10周年記念ライブイベントの「THE IDOLM@STER M@STERS OF IDOL WORLD!!2015」にて発表された。

## 収録楽曲
裏譜面が存在する楽曲を太字で、別歌唱バージョンがある場合は出典にて記載する

### 赤盤
アーケードゲーム『アイドルマスター』、Xbox 360用ソフト『アイドルマスター』、音楽CD『マスターアーティスト』、Xbox 360用ソフト『ライブフォーユー!』、PSP用ソフト『アイドルマスターSP』、音楽CD『マスタースペシャル』の楽曲と、『THE IDOLM@STER M@STERS OF IDOL WORLD!!2015』のテーマ曲を収録。
- アイドルマスター
  - THE IDOLM@STER
  - ポジティブ![3]
  - エージェント夜を往く[4]
  - おはよう!!朝ご飯[5]
  - 魔法をかけて![6]
- アイドルマスター（Xbox 360）
  - GO MY WAY!![7]
  - relations[8]
  - 私はアイドル♥[9]
- マスターアーティスト
  - I Want
  - キラメキラリ
  - ふるふるフューチャー☆
  - 迷走Mind
  - 目が逢う瞬間
  - スタ→トスタ→
  - 隣に…
  - フタリの記憶
  - Kosmos, Cosmos
  - いっぱいいっぱい
  - 空
- ライブフォーユー!
  - shiny smile[10]
  - Do-Dai
  - my song[11]
- アイドルマスター SP
  - Colorful Days (12 Colors)
  - オーバーマスター
- マスタースペシャル[2]
  - L・O・B・M
  - 乙女よ大志を抱け!!
  - ゲンキトリッパー
  - 黎明スターライン
  - livE
  - Next Life
  - arcadia
  - ALRIGHT*
  - フラワーガール
  - Mythmaker
  - 自転車
  - ショッキングな彼
  - リゾラ
- 赤盤 EXTRA
  - Town ～Must Mix～
  - 神さまのBirthday[12]
  - アイ MUST GO!

### 青盤
Xbox 360・PS3用ソフト『アイドルマスター2』、音楽CD『マスターアーティスト2』、TVアニメ『アイドルマスター』、劇場版『輝きの向こう側へ!』、PS3用ソフト『ワンフォーオール』、『シャイニーTV』、DS用ソフト『ディアリースターズ』の楽曲と『THE IDOLM@STER M@STERS OF IDOL WORLD!!2014』のテーマ曲、『太鼓の達人』の書き下ろし曲を収録。
- アイドルマスター2
  - THE IDOLM@STER 2nd-mix
  - MEGARE!
  - The world is all one !!
  - きゅんっ!ヴァンパイアガール[13]
  - Little Match Girl[14]
  - SMOKY THRILL
  - 七彩ボタン
  - Honey Heartbeat ～10 Stars Mix～
  - Alice or Guilty
- マスターアーティスト2[2]
  - START!!
  - TRIAL DANCE
  - Day of the future
  - tear
  - 眠り姫
  - 風花
  - 何度も言えるよ
  - ジェミー
  - スマイル体操
  - YOU往MY進！
  - ラ♥ブ♥リ♥
  - LOVEオーダーメイド
- テレビアニメ
  - READY!!
  - CHANGE!!!!
  - 自分REST@RT[15]
  - 約束
- シャイニーフェスタ
  - MUSIC♪
  - edeN
  - Vault That Borderline!
  - ビジョナリー
- 劇場版
  - M@STERPIECE
  - 虹色ミラクル
- ワンフォーオール
  - ONLY MY NOTE
  - アクセルレーション
- ディアリースターズ
  - “HELLO!!”
- 青盤 EXTRA
  - Thinking ～Must Mix～
  - We Have A Dream
  - 待ち受けプリンス
  - IDOL POWER RAINBOW
  - マジで...!?